# Dejeaniops ollacheus
Dejeaniops ollacheus är en tvåvingeart som beskrevs av Townsend 1913. Dejeaniops ollacheus ingår i släktet Dejeaniops och familjen parasitflugor.
Artens utbredningsområde är Peru. Inga underarter finns listade i Catalogue of Life.